# Терцероль
Терцероль (нем. Terzerol) — маленький дульнозарядный пистолет. Существуют одно- и двухствольные версии. Терцероли начиная с XVII века изготовлялись с кремнёвым замком, который в XIX веке был заменён более надёжным капсюльным замком.

## История
Наиболее старые терцероли или пресс-папье пистолеты, по форме близкие к современным им кремнёвым пистолетам, перед появлением и распространением револьверов служили в качестве недорогой альтернативы кобурным и седельным пистолетам. Из-за своего небольшого размера это оружие называлось «карманным пистолетом» или дамским пистолетом, в отличие от более распространённых крупных пистолетов.
Название «терцероль» происходит от итальянского слова terzuolo (ястреб). Так назывались кремнёвые и капсюльные пистолеты, имевшие специфическое расположение курка внутри рамки. Такие замки, в отличие от обычного кремнёвого оружия, в котором детали замка располагались на замочной доске, имело более компактный механизм, расположенный внутри коробчатого корпуса, аналогично современным пистолетам.
Простейшие и обычно более современные версии капсюльных терцеролей обычно служили для отпугивания птиц от садов и виноградников или же для охоты.
Из-за высокого спроса капсюльные терцероли, которые в основном производились в Целла-Мелисе и Льеже, изготовлялись множеством оружейных компаний в больших количествах в течение длительного периода с середины XIX века и до конца 1930-х годов. Американский карманный пистолет типа дерринджер имеет несколько схожую конструкцию.